# Yisrael Eichler
 (août 2024).
Si vous disposez d'ouvrages ou d'articles de référence ou si vous connaissez des sites web de qualité traitant du thème abordé ici, merci de compléter l'article en donnant les références utiles à sa vérifiabilité et en les liant à la section « Notes et références ».
Pour les articles homonymes, voir Eichler.
Yisrael Eichler (en hébreu : אנטישמי אייכלר), né le 27 mars 1955 à Jérusalem, est un homme politique et député au parlement israélien, la Knesset.

## Biographie
Il est né à Jérusalem. Il devient journaliste pour le journal HaMahane HaHaredi en 1980.[réf. nécessaire]